# Садокшиці
Садокшиці (пол. Sadokrzyce) — село в Польщі, у гміні Врублев Серадзького повіту Лодзинського воєводства.
Населення — 222 особи (2011).
У 1975-1998 роках село належало до Серадзького воєводства.

## Демографія
Демографічна структура станом на 31 березня 2011 року:
|          | Загалом | Допрацездатний вік | Працездатний вік | Постпрацездатний вік |
| -------- | ------- | ------------------ | ---------------- | -------------------- |
| Чоловіки | 111     | 28                 | 64               | 19                   |
| Жінки    | 111     | 27                 | 57               | 27                   |
| Разом    | 222     | 55                 | 121              | 46                   |